# DSP Media
Pour les articles homonymes, voir DSP.
DSP Media (hangeul : 디에스피미디어) est une entreprise sud-coréenne de divertissement créée en 1991 par Lee Ho-yeon. Cette entreprise opère en tant que label discographique, agence de talents, production de musique, organisation d'événements, production de concerts et maison de production de musique.
L'entreprise, qui est l'une des plus anciennes de l'industrie du divertissement sud-coréen, est connue pour avoir notamment produit les groupes de K-pop ZAM, Sechs Kies, Fin.K.L, Click B, SS501 et Kara. En janvier 2022, DSP Media devient une filiale de RBW.

## Histoire
L'entreprise Daesung a été créée en septembre 1991 par Lee Ho-yeon pour divertir le public. Un de leurs premiers groupes de musique créé a été Firetruck. Ce groupe a rencontré beaucoup de succès au près du public sud-coréen et c'est toujours le cas de nos jours.
En février 1999, avec le succès de groupes phares comme Sechskies et Fin.K.L., la compagnie a changé de nom pour devenir DSP entertainment.
Après avoir fusionné avec Hoshin Textile Company, en mars 2006, DSP Entertainment a été renommée DSP Enti.
En septembre 2008, DSP Enti a été nommée DSP Media. À partir de ce moment-là, l'entreprise est devenue connue pour son succès dans la Kpop, les dramas coréens, la production de series tv.
En mars 2010, Lee Ho-yeon a été victime d'un accident vasculaire cérébral, apres lequel sa femme, Choi Mi-kyung a commencé à diriger la compagnie. DSPMedia était le plus gros rival de la SM Entertainment mais depuis l'avc de Lee ho-yeon le succès de l'entreprise a chuté.
Au matin du 14 février 2018, son fondateur Lee hyo-yeon est décédé à l'âge de 64 ans après s'être battu longtemps contre une maladie.
En janvier 2022, RBW investit près de 9 milliards de won pour acquérir 39,13% des parts de DSP Media et l'incorporer en tant que filiale.
En décembre 2022, DSP Media annonce une fusion-acquisition de Good Fellas Entertainment. Le producteur du label, Min Myung-gi, ainsi que les artistes Lee Jin-jae et Baby Blue rejoignent DSP Media.

## Artistes
Tous les artistes sous la DSPMedia sont connus comme les DSP Friends (ou amis de la DSP).

### Groupes
- Kard
- Baby Blue
- Young Posse (avec Beats Entertainment)[7]

### Solistes
- Ahn Ye-eun
- Heo Young-ji
- Lee Jin-jae
- Rachel
- Ravn

### Acteurs
En juin 2023, DSP Media reprend l'activité de gestion d'acteurs des sociétés Jikim Entertainment et Urban Works.
- Ahn Seo-hyeon
- Chung Ye-jin
- Han Jei
- Hwang Kyung-ah
- Ju-hyeon
- Kang Dae-hyun
- Kim Chae-won
- Kim Min[9]
- Lee Hyeong-hoon
- Lee Ji-hyun
- Lee Joong-ock
- Lee Seo-young
- Oh Hye-won
- Seong Tae
- Yoon Jung-hoon

## Anciens artistes
Liste des groupes et artistes anciennement sous DSP Media :

### Groupes
- ZAM (1992–1995)
- COCO (1993–1995)
- IDOL (1996–1997)
- Mountain (1996–1997)
- MUE (1994–1999)
- Sechs Kies (1997–2000)
- Click-B (1999–2004)
- Fin.K.L (1998–2005)
- 2Shai (2003–2006)
- A’st1 (2008–2009)
- SS501 (2005–2010)[10]
- Puretty (2012–2014)
- Kara (2007–2016)[11]
- Rainbow (2009–2016)[12]
- A-JAX (2012–2019)[13]
- April (2015–2022)[14]
- Mirae (2021–2024)[15]

### Anciens acteurs
- Park Soo-hyun
- Oh Hyun-kyung
- Kim Hyu-Soo
- Jung Hye-won
- Park Jong-chan
- Choi Bae-young
- Baek seungdo
- Song Chan-ik
- Cho Shi-yoon